# Edna Davies
Edna Davies (13. juli 1905 - 1969) var en britisk skuespiller.

## Filmografi
- Spanish Eyes (1930)
- Song of Soho (1930)
- Loose Ends (1930)
- Sometimes Good (1934)
- Side Street Angel (1937)